# Тонер

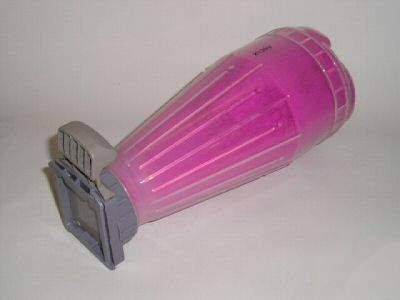
Банка з кольоровим тонером для заправки принтера

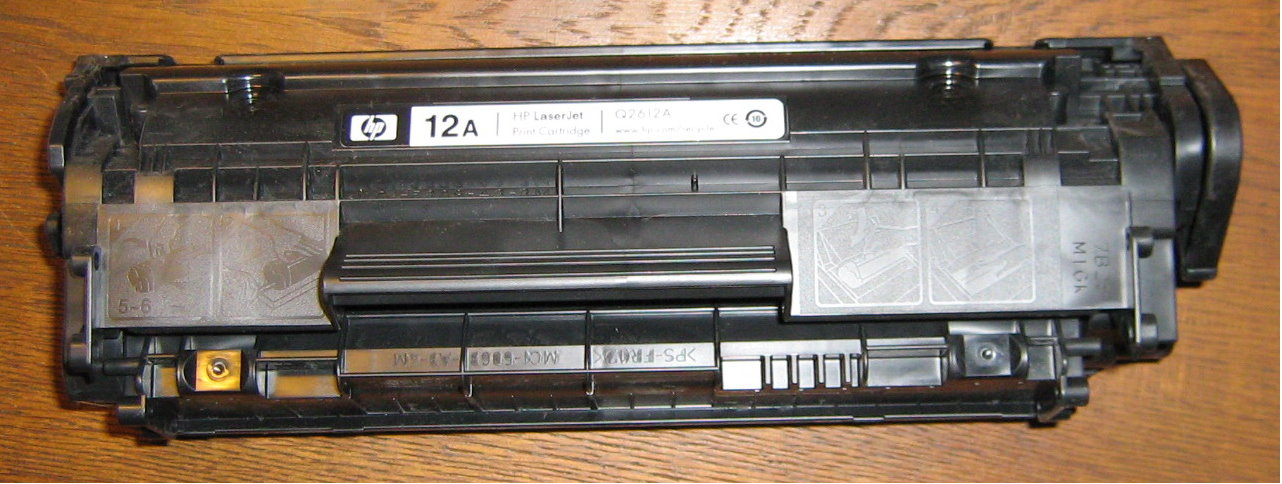
Тонер-картридж

Тонер — чорний або кольоровий порошок, що володіє особливими властивостями, який переноситься за допомогою електрографічного принципу на заздалегідь спеціальним чином заряджений фотобарабан і формує на ньому видиме зображення, яке потім переноситься на папір.
З тонером також пов'язані такі терміни:
Носій (англ. Carrier) — частки матеріалу з магнітними властивостями, що використовуються для перенесення немагнітного тонера до фотобарабана .
Девелопер (англ. Developer) — суміш матеріалів, що подається до фотобарабана . У двокомпонентних машинах це суміш тонера і носія, а в однокомпонентних машинах — тільки тонер .

## Колір тонера
У монохромних принтерах (будь електрографічний машина: лазерний принтер, або копіювальний апарат) практично завжди використовується тонер чорного кольору. Для деяких застарілих монохромних пристроїв (наприклад, Canon FC—2 , Canon NP−1215) випускалися змінні картриджі з кольоровим тонером, що дозволяло використовувати колір в оформленні документів.
У повнокольорових принтерах використовуються тонери зі стандартними для поліграфії кольорами: чорний, пурпуровий (magenta), блакитний (cyan) і жовтий (колірна схема CMYK).

## Фізичні властивості
Частинки тонера в середньому мають розміри від 5 до 30 мікрон. Ранні покоління принтерів використовували більш крупнодисперсний тонер. Великі частинки тонера полегшували очистку фотобарабана від невикористаного тонера, давали насичене щільне зображення. Однак, роздільна здатність 300 dpi скоро виявилася недостатньою і стали випускатися все більш дрібнодисперсні тонери (і відповідні принтери). Такі тонери вже не здатні дати щільний растр, що унеможливлює друк на плівці з метою отримання фотонегативу, наприклад, для виготовлення друкованих плат.
Для використання в електрографічному процесі частинки тонера повинні мати діелектричні властивості і добре електризуватися у процесі перемішування. Кількість тонера, що потрапив при проявленні прихованого зображення на фотобарабан залежить від різниці заряду на поверхні фотобарабана і власного заряду частинок тонера.
До фотобарабана тонер подається за допомогою спеціального проявного (девелоперного) валу. У деяких принтерах проявний вал покритий діелектричним матеріалом, при цьому тонер утримується на поверхні валу за рахунок електростатичного притягання. Однак, найчастіше проявний вал виготовляється з металу, а всередині валу встановлюється постійний магніт, що утримує девелопер на поверхні валу. Такий проявний вал називають магнітним валом. Існує два варіанти роботи такої системи.
Однокомпонентний девелопер: частинки тонера намагнічені і самостійно утримуються на поверхні намагніченого валу.
Двокомпонентний девелопер: частинки тонера не мають магнітних властивостей і переносяться до фотобарабана магнітними частинками носія. Носій в процесі друку практично не витрачається, а тонер періодично додається в суміш девелопера.
Тонер на папері закріплюється шляхом розплавлення і впресовування в структуру паперу, тому одна з обов'язкових вимог до матеріалу — легкоплавкість.

## Хімічний склад
Частинки тонера виготовляються з різних полімерів, наприклад з поліакрилату стиролу з додаванням фарбників. Для додання магнітних властивостей до складу тонера включають магнітні матеріали, наприклад, магнетит. Для цього магнітні частки вміщують у полімерну оболонку.
Оскільки магнітні матеріали зазвичай мають темний колір, то кольорові види тонера завжди робляться немагнітними.

## Виробництво тонера
Спочатку тонер виготовляли шляхом подрібнення вихідного матеріалу, однак при цьому форма частинок виходить гранчастою, з гострими крайками, що призводить до підвищеного зношування частин принтера. При подрібненні також важко витримати потрібний розмір часток.
Для сучасних принтерів частинки тонера виробляють («вирощують») у спеціальному процесі так, щоб отримати форму, близьку до сферичної з незначною дисперсією розміру.